# 亨利·胡尔斯凯宁
亨利·胡尔斯凯宁（芬蘭語：Henri Hurskainen，1986年9月13日—），瑞典男子羽毛球運動員，專長單打項目。

## 生平
2012年，胡尔斯凯宁參加在卡爾斯克魯納舉行的歐洲羽毛球錦標賽，在八強戰以2比1淘汰頭號種子丹麥名將彼得·盖德，躋身四強。
2012年，胡尔斯凯宁代表瑞典出戰英國倫敦舉行的奥林匹克运动会羽毛球比賽男子單打項目，在小組賽階段先後以1比2負於危地馬拉的凯文·科登和英國的拉吉夫·欧斯夫，兩戰全敗出局。
2013年8月，胡尔斯凯宁參加中國廣州舉行的世界羽毛球錦標賽，出戰男子單打項目，首圈以2-0擊敗挪威選手马吕斯·迈尔晉級，但在第二圈就以1比2（7-21、21-15、15-21）不敵4號種子、泰國的文萨·波萨那出局。
2014年8月，胡尔斯凯宁參加丹麥哥本哈根舉行的世界羽毛球錦標賽，出戰男子單打項目，首圈就以0比2（14-21、15-21）負於14號種子、丹麥的维克托·阿萨尔森出局。
2015年8月，胡尔斯凯宁參加印尼雅加達舉行的世界羽毛球錦標賽，出戰男子單打項目，首圈就以0比2（13-21、12-21）不敵8號種子、中國的王睁茗出局。

## 主要比賽成績
只列出曾進入準決賽的國際賽事成績：
| 年份   | 賽事             | 項目     | 拍檔            | 成績 |
| ------ | ---------------- | -------- | --------------- | ---- |
| 2005年 | 捷克羽毛球國際賽 | 混合雙打 | Johanna Persson | 冠軍 |

| 年份   | 賽事                 | 公開賽級別 | 項目     | 成績   |
| ------ | -------------------- | ---------- | -------- | ------ |
| 2009年 | 愛爾蘭羽毛球國際賽   | 國際挑戰賽 | 男子單打 | 冠軍   |
| 2009年 | 土耳其羽毛球國際賽   | 國際系列賽 | 男子單打 | 亞軍   |
| 2010年 | 挪威羽毛球國際賽     | 國際挑戰賽 | 男子單打 | 亞軍   |
| 2012年 | 芬蘭羽毛球公開賽     | 國際挑戰賽 | 男子單打 | 亞軍   |
| 2012年 | 歐洲羽毛球錦標賽     | 其他       | 男子單打 | 亞軍   |
| 2012年 | 丹麥羽毛球國際賽     | 國際挑戰賽 | 男子單打 | 冠軍   |
| 2012年 | 加拿大羽毛球大獎賽   | 大獎賽     | 男子單打 | 準決賽 |
| 2012年 | 哈爾科夫羽毛球國際賽 | 國際挑戰賽 | 男子單打 | 準決賽 |
| 2013年 | 加拿大羽毛球大獎賽   | 大獎賽     | 男子單打 | 準決賽 |
| 2013年 | 哈爾科夫羽毛球國際賽 | 國際挑戰賽 | 男子單打 | 準決賽 |
| 2013年 | 瑞士羽毛球國際賽     | 國際挑戰賽 | 男子單打 | 準決賽 |
| 2013年 | 蘇格蘭羽毛球大獎賽   | 大獎賽     | 男子單打 | 亞軍   |
| 2014年 | 瑞典羽毛球大師賽     | 國際挑戰賽 | 男子單打 | 亞軍   |
| 2014年 | 巴西羽毛球大獎賽     | 大獎賽     | 男子單打 | 準決賽 |
| 2014年 | 捷克羽毛球國際賽     | 國際挑戰賽 | 男子單打 | 準決賽 |
| 2014年 | 美國羽毛球國際賽     | 國際挑戰賽 | 男子單打 | 冠軍   |
| 2014年 | 巴西羽毛球國際賽     | 國際挑戰賽 | 男子單打 | 冠軍   |
| 2015年 | 哈爾科夫羽毛球國際賽 | 國際挑戰賽 | 男子單打 | 冠軍   |
| 2016年 | 瑞典羽毛球大師賽     | 國際挑戰賽 | 男子單打 | 準決賽 |
| 2016年 | 瑞士羽毛球黃金大獎賽 | 黃金大獎賽 | 男子單打 | 準決賽 |
| 2016年 | 蘇格蘭羽毛球大獎賽   | 大獎賽     | 男子單打 | 準決賽 |
| 2016年 | 意大利羽毛球國際賽   | 國際挑戰賽 | 男子單打 | 冠軍   |

| 2007-2017年 | 首要超級賽 | 超級賽 | 黃金大獎賽 | 大獎賽 | 國際挑戰賽 | 國際系列賽 | 未來系列賽 | 其他 |

| 2018-2026年 | 總決賽 | 超級1000賽 | 超級750賽 | 超級500賽 | 超級300賽 | 超級100賽 | 國際挑戰賽 | 國際系列賽 | 未來系列賽 | 其他 |

### 奧運會和世錦賽參賽紀錄
|          | 搭檔            | 2006 | 2007 | 2008 | 2009 | 2010 | 2011 | 2012       | 2013 | 2014 | 2015 | 2016       |
| -------- | --------------- | ---- | ---- | ---- | ---- | ---- | ---- | ---------- | ---- | ---- | ---- | ---------- |
| 男子單打 | －              | －   | －   | －   | 32強 | 32強 | 32強 | 小組第三名 | 32強 | 64強 | 64強 | 小組第二名 |
|          |                 |      |      |      |      |      |      |            |      |      |      |            |
| 混合雙打 | Johanna Persson | 32強 | －   | －   | －   | －   | －   | －         | －   | －   | －   | －         |